# 2e régiment de carabiniers-cyclistes (Belgique)
Pour les articles homonymes, voir 2e régiment.
Le 2e régiment de carabiniers-cyclistes (néerlandais : 2de Regiment carabiniers wielrijders) était une unité d'infanterie de la force terrestre des forces armées belges.

## Historique
En 1890, une section d'Infanterie cycliste est constituée dans le régiment de Carabiniers. Celle-ci devient en 1896, compagnie et en 1898, on en crée trois supplémentaires.
En 1911, ces quatre compagnies sont rassemblées en un bataillon au sein du régiment.
En 1913, il est attaché à la Division de Cavalerie sous le nom de Bataillon des Carabiniers Cyclistes.
En août 1914, le bataillon est engagé dans des missions de reconnaissance sur le Geer et la Gette. Ses unités infligeront des pertes sérieuses aux escadrons de cavalerie allemandes lors d'attaques par surprise et des embuscades. Les carabiniers-cyclistes reçoivent le surnom de « Schwarze Teufel » (Diables Noirs) lors de la bataille des casques d'argent le 12 août à Halen.
Les 2 août, 20 septembre et 5 octobre 1914, trois compagnies cyclistes sont constituées avec des réservistes.
Le 2e bataillon de carabiniers-cyclistes est officiellement créé le 28 janvier 1915, par le regroupement des 3 compagnies de réservistes. Il dépend alors de la Deuxième Division de cavalerie créée fin 1914. Le bataillon d'avant-guerre devient quant à lui le  1er Bataillon de Carabiniers Cyclistes.
En janvier 1918, la Deuxième Division de Cavalerie est dissoute et les deux bataillons de Carabiniers-Cyclistes sont intégrés à la Première Division de Cavalerie.
Après la guerre, il participe à l'occupation de la Ruhr. Il est dissous à son retour en mars 1924.
En février 1926, à la suite d'une réorganisation de l'armée, quatre régiments de cyclistes sont formés. Le Deuxième Régiment est caserné à Mons à partir du 10 février. Une nouvelle réorganisation, en novembre de la même année voit le 3e Régiment de cyclistes absorbé par le 2e Régiment.
Ils sont supprimés le 25 novembre de la même année pour former deux nouveaux régiments. Le Deuxième est formé par les anciens Deuxième et Troisième régiments. En 1929, la garnison déménage et est répartie entre les villes d'Eupen et de Malmedy.
Il participe à la campagne des 18 jours et notamment à la défense de l'Escaut, du canal de Terneuzen et à la bataille de la Lys. Il sera de nouveau dissous lors de la capitulation.
Le 15 mars 1951, est créé à Siegen en Allemagne, le 2e bataillon de Carabiniers-portés qui devient le 1er août le 2e Bataillon de Carabiniers-Cyclistes et hérite des traditions du régiment de même dénomination.
En juillet et août 1960, une compagnie de marche part pour le Rwanda à la suite des troubles au Congo qui mèneront à son indépendance.
Le 20 janvier 1969, le bataillon est transféré à la 17e Brigade blindée.
En 1992, 1993, 1995 et 1999 une compagnie est envoyée sous mandat de l'ONU en ex-Yougoslavie et en 2000 au Kosovo.
Le 30 juin 1994, le bataillon fusionne avec l’École d'Infanterie et prend le nom d’École d'Infanterie - 2e Cyclistes
Le 31 mai 2002, les 1er et 2e bataillons de carabiniers-cyclistes sont dissous.
Les traditions du second régiment furent transférées au camp Lagland à Arlon le 16 décembre 2010.

## Fanion
Un premier fanion fut remis le 3 juin 1919 à Clèves (Allemagne) par le commandant de la Division de Cavalerie, le Lieutenant-général Lemercier.
Le 27 novembre 1930, dans la cour de la Caserne Prince Baudouin à Bruxelles, celui-ci est remis au 2e Régiment de Carabiniers-Cyclistes par le Roi Albert I.
Durant la Seconde Guerre mondiale, il sera caché à l'abbaye Saint-André de Bruges.
Le bataillon d'après la seconde-guerre mondiale reçoit son fanion des mains du commandant de la 16e Division blindée, le 29 mars 1952 à Weiden.
Il porte les citations suivantes : 
- Campagne 14-18
- Anvers
- Reigersvliet
- Rapenbrug
- Yser
- La Gette
- La Lys 1940

Il porte également les fourragères de l'Ordre de Léopold et de la Croix de Guerre 1940.

## Garnisons
De décembre 1918 à mars 1924, il participe à l'occupation de la Rhur.
De 1926 à 1929, il est caserné dans la ville de Mons.
En 1929, il déménage pour Eupen et Malmedy jusqu'à sa dissolution en 1940.
Le 15 mars 1951, il prend ses quartiers à Siegen.
De novembre 1952 au 5 mai 1960, le bataillon est caserné à Arolsen.
Il part ensuite pour Arnsberg.
Il est caserné à Spich de juillet 1964 à juin 1969.
Il part ensuite pour Euskirchen jusqu'en juillet 1974 où il déménage encore une fois pour Siegen.
Après sa fusion avec l'école d'infanterie en 1994, il est caserné à Stockem.

## Béret
Jusqu'en 1951, contrairement aux autres unités de l'infanterie belge, il était de type « basque » comme les chasseurs ardennais mais de couleur noire.